# Серпо-Молотское сельское поселение
Серпо-Моло́тское се́льское посе́ление — муниципальное образование в составе Новониколаевского района Волгоградской области.
Административный центр — посёлок Серп и Молот.

## История
Серпо-Молотское сельское поселение образовано 22 декабря 2004 года в соответствии с Законом Волгоградской области № 975-ОД.

## Население
| 2010  | 2012  | 2013  | 2014  | 2015  | 2016  | 2017  |
| ----- | ----- | ----- | ----- | ----- | ----- | ----- |
| 1152  | ↘1119 | ↘1088 | ↘1066 | ↘1057 | ↗1093 | ↘1059 |
| 2018  | 2019  | 2020  | 2021  |       |       |       |
| ↘1058 | ↘1029 | ↘1009 | ↘967  |       |       |       |

## Состав сельского поселения
| № | Населённый пункт | Тип населённого пункта          | Население |
| - | ---------------- | ------------------------------- | --------- |
| 1 | Каменка          | хутор                           | 169       |
| 2 | Кирхинский       | хутор                           | 17        |
| 3 | Краснолученский  | посёлок                         | 91        |
| 4 | Серп и Молот     | посёлок, административный центр | 875       |